# كوشاد أبيض الكأسية
كوشاد أبيض الكأسية (الاسم العلمي:Gentiana albicalyx) هو نوع من النباتات يتبع جنس الكوشاد من الفصيلة الكوشادية.